# U Křížku
Rozhledna U Křížku se nachází západně od obce Drnholec v okrese Břeclav.
16. dubna 2012 začala výstavba rozhledny U Křížku, jejíž projekt vypracovali architekti Antonín Olšina a Martin Novák. Jako stavební materiál bylo zvoleno dřevo s ocelí. Název rozhledny vychází od nedaleko stojícího kříže, který zde nechala v roce 1899 zbudovat rodina Scherakova. Slavnostní zpřístupnění rozhledny se konalo 16. června 2012. Z rozhledny je výhled na Pavlovské vrchy, Stožec (Staatz), Znojemsko, Hrušovany nad Jevišovkou, Brno či do okolí rakouského Laa an der Thaya.
Rozhledna byla postavena na viniční trati U Křížku, je vysoká 11 m a stojí ve výšce 217 m n. m. Je volně přístupná s možným dojezdem menším osobním automobilem.
Dle vyjádření obce Drnholec, je rozhledna od 27. 6. 2025 z technických důvodů uzavřena.